# Brad Ausmus
Bradley David Ausmus (ur. 14 kwietnia 1969) – amerykański baseballista, który występował na pozycji łapacza przez 18 sezonów w Major League Baseball. 
Ausmus jako zawodnik raz wystąpił w All-Star Game i trzykrotnie zdobył Złotą Rękawicę. Od 2012 jest trenerem reprezentacji Izraela, którą prowadził w meczach kwalifikacyjnych do głównej fazy turnieju World Baseball Classic.
W listopadzie 2013 zastąpił Jima Leylanda na stanowisku menadżera Detroit Tigers.
| Nagroda/wyróżnienie | Lata             | Źródło |
| All-Star            | 1999             | [ 1 ]  |
| 3× Gold Glove Award | 2001, 2002, 2006 | [ 2 ]  |